# Râul Păltinișul Mare
Râul Păltinișul Mare este unul din cele două brațe care formează râul  Păltiniș

## Hărți
- Harta Siriu - Trasee Montane
- Harta Munții Buzăului [nefuncțională – arhivă]